# Street Fighter Alpha: The Movie
Street Fighter Alpha: The Movie (também creditado como Street Fighter Zero: The Animation e ストリートファイターZERO, Sutorīto Faitā Zero no Japão) é um filme de animação japonês de 1999 dirigido por Shigeyasu Yamauchi e produzido pela Capcom.
O filme é um OVA, baseado na série de jogos Street Fighter Alpha, lançada em 1999 pela Capcom. Contou apenas com versões dubladas em língua inglesa, espanhol e português brasileiro, além da original, em japonês. Assim como o primeiro anime lançado diretamente pela produtora, Street Fighter II - The Movie, esse também teve suas animações produzidas pelo Group TAC e sua distribuição nos EUA ficou a cargo da empresa Manga Entertainment.

## Sinopse
Ryu, jovem lutador japonês, presta homenagens a seu falecido mestre Gouken em uma região montanhosa do norte do Japão. Enquanto isso, Chun Li, agente da Interpol, está envolvida em um combate contra alguns membros da organização Shadaloo. Quando um pequeno garoto fica na linha de tiro de um desses capangas, Ryu aparece para salvá-lo, impressionando a agente da Interpol e uma energética estudante do colegial que observa tudo atentamente, chamada Sakura. A situação se resolve, e Ryu chama a atenção de Chun Li, devido a sua capacidade de luta demonstrada.
Após o acontecido, ele se dirige ao seu antigo dojo, onde teve aulas com seu mestre e reencontra seu velho amigo no aprendizado das artes-marciais, Ken, que também presta homenagens a morte de Gouken. Porém, Ryu tem algumas estranhas visões, onde Rose faz aparições lhe dando dicas para controlar uma energia negra forte dentro de si. Enquanto Ken sai para pegar água para as flores que colocara à frente do dojo, Ryu é surpreendido pela manifestação da sua força negra interna, denominada Satsui no Hadou, quando imagens de Akuma aparecem em flashes em sua mente. Ken retorna para ajudar o amigo, estirado no chão e vê ao seu lado um pequeno garoto que observa Ryu atentamente. O jovem revela se chamar Shun, que sua mãe trabalhou nos canaviais do Brasil e diz que é um irmão que Ryu jamais conheceu, apesar desse e de Ken terem dúvidas. Mesmo com as dúvidas, eles aceitam treinar o jovem garoto e o deixam viver com eles por um tempo. Na mesma noite, o Dark Hadou volta se manifestar em Ryu. Acalmado por Ken, o japonês o pede que o mate caso essa força negra o possua completamente. Mais tarde, um novo torneio de lutas é anunciado em Tóquio. Ken e Shun resolvem participar, mas Ryu se nega com medo que a força negra de seu corpo se manifeste mais uma vez.
Próximo ao local onde o torneio será realizado, Ryu e Shun são surpreendidos por arruaceiros. Shun demonstra toda sua habilidade na luta, derrotando-os facilmente. Quando Shun leva um dos arruaceiros quase a morte, Ryu o detém. Eles são localizados por Chun Li, que pede ajuda a Ryu no combate contra a Shadaloo. Eles ingressam no torneio e assistem a uma violenta batalha entre Dan e Vega. Enquanto isso, Ken ajuda a jovem Sakura em um bar, quando essa é atacada por bêbados. Ela pergunta se Ken conhece Ryu e ambos vão ao local onde Shun e Ryu estavam, mas eles já haviam entrado no torneio. Ken tenta se inscrever, mas descobre que é tarde demais.
Shun já está dentro do edifício onde o torneio é realizado, e sua primeira luta é contra o musculoso e gigante Zangief. Apesar de começar bem a luta, Zangief impõe sua força descomunal e começa a massacrar Shun. Ryu intervém na luta, fazendo com que o Satsui no Hadou se manifeste. Ryu, praticamente sem consciência, ataca Zangief com um poderoso Hadouken, que acerta a lateral do edifício que entra em colapso. Ao perceber tamanha força, o organizador do torneio, Dr. Sadler, faz com que seu ciborgue entre em ação. Chun Li entra em ação para ajudar Ryu, que dispara seu golpe mais potente, Shinku Hadouken. Shun, ferido, é levado de helicóptero, visto por Ken e Sakura que chegam logo em seguida, sem poder fazer nada assim como Ryu e Chun Li.
Enquanto Ken visita Sakura no hospital local, Ryu tem outra visão de Rose que lhe diz para salvar Shun do Dr. Sadler e dele mesmo. O jovam lutador japonês decide resgatar o garoto que diz ser seu irmão, mas antes ele tem que ver outra pessoa. Acompanhado de Chun Li, ele se dirige a um local cercado de tumbas de madeira e bambuzais. A voz de Akuma se faz ouvir, logo que ele reconhece Ryu como discípulo de Gouken. Ryu lhe pergunta se Shun é seu filho por ter mostrado manifestar também o Satsui no Hadou. Akuma nega, dizendo que onde quer que ele vá, ele vai sozinho. Antes de resgatar Shun, Ryu decide enfrentar Ken, seu grande amigo, em um combate de preparação para mostrar a si mesmo que pode lutar sem ser possuído pela energia negra de seu ki. Durante a luta, Ryu pede novamente a Ken que o mate caso essa força tome conta de seu corpo. Ao lado de Chun Li, os dois amigos partem para outro torneio organizado por Sadler, dessa vez em uma ilha particular, a fim de resgatar Shun.
Ao lado de outros lutadores, como Birdie, Adon, Guy, Rolento, Dhalsim e Dan, começam a disputa do torneio. Birdie é o primeiro vencedor, e é levado para um edifício a parte, que é investigado por Chun Li. Ao perceber que Birdie será aprisionado, Ken auxilia Chun Li a entender o que Sadler quer com os lutadores. Enquanto isso, Ryu se dirige a um descampado na ilha onde avista Shun em estado de transe, assim como outros pacientes, praticamente sem consciência.
Quando tentam escapar do edifício, Ken e Chun Li são surpreendidos pelo ciborgue que atacou Ryu em Tóquio durante o torneio e travam uma difícil luta com ele, enquanto os outros lutadores são aprisionados por Sadler, que comanda o ciborgue através de uma técnica de captura de movimentos. Quando finalmente saem do edifício, Ryu os auxilia na luta contra o ciborgue. Durante a luta, Ryu percebe que a imagem de Shun se manifesta dentro do ciborgue, mostrando que Sadler roubava a habilidade de luta dos street fighter´s para incorporar em seu ser biônico. Mesmo relutando muito, Ryu continua a atacar o ciborgue quando Ken volta a briga e disfere um poderoso Shin Shoryuken, deixando o ciborgue praticamente sem energia e ferindo gravemente Sadler. Mesmo ressentido por saber que Shun poderia estar dentro do monstro, Ryu desfere outro Hadouken no ciborgue, acabando de vez com esse e com Sadler, que tinha seus sinais vitais interligados com a máquina.
Shun fica estirado no chão, e mesmo mortalmente ferido, diz a Ryu que mentiu sobre ser seu irmão apenas para conseguir dinheiro para ele e sua mãe. Depois da revelação, o jovem garoto morre nos braços de Ryu, deixando-o sem palavras. Tempos depois, a esperada luta entre Ryu e Akuma está para acontecer, porém no momento que ambos saltam para iniciar o combate, o anime termina deixando a dúvida de uma continuação no ar.

## Recepção do Filme
Na época de seu lançamento, o anime saiu praticamente exclusivo no Japão. Como se tratava de uma OVA (lançado diretamente em VHS e DVD, sem prévia exibição em cinemas ou TV) e fazia parte de uma série de produtos lançados pela Capcom ao mercado local, não teve divulgação mundial e os fãs de Street Fighter ao redor do mundo só sabiam da existência desse através da Internet. Porém, no ano seguinte, a Manga Entertainment, mesma empresa que fez a distribuição do filme anterior produzido também pela Capcom, dublou e vendeu oficialmente o DVD com o filme, inclusive com site oficial.
Com uma história paralela ao dos jogos, apesar de lançado oficialmente pela empresa da série de jogos, esse anime pode ser considerado apenas como uma obra baseada na série de jogos, sem ligação de enredo com essas. Diferentemente de seu antecessor, Street Fighter II - The Movie, esse anime não contou com participação do criador da série e os personagens e ideias presentes no filme dificilmente serão incorporados na série de jogos.
O roteiro do anime é alternativo e, mesmo não sendo deixado claro pela Capcom, pode ser considerado como o antecessor na história do outro anime da empresa, Street Fighter II - The Movie, uma vez que a história de ambos se completam sem deixar grandes furos na cronologia. Possuindo quase todos os personagens novos em relação ao filme de 1994 e sem ligação dos protagonistas entre os dois filmes, a história de ambos se encaixam mesmo sem uma mensão clara em ambos os filmes. O visual dos personagens também demonstram que se trata de uma história acontecida anterior ao primeiro filme lançado. A direção e roteiro desse anime não foram realizados pelos mesmos do anime anterior.
Em 2005 houve o lançamento de um terceiro anime, chamado Street Fighter Alpha: Generations, cujo conteúdo também não faz uma ligação clara com esse anime. Porém, no site oficial de ambos os animes, é citado que Street Fighter Alpha: Generations é uma prequela do anime Street Fighter Alpha: The Movie. Mesmo não sendo produzidos pelos mesmos estúdios, nem contado com os mesmos diretores e produtores, esses animes podem ser considerados uma trilogia sem conexão clara na história entre eles.

### Dubladores
| Personagem             | Versão Japonesa     | Versão Inglesa     |
| ---------------------- | ------------------- | ------------------ |
| Ryu                    | Kane Kosugi         | Henry Douglas Grey |
| Ken Masters            | Kazuya Ichijou      | David Lucas        |
| Chun Li                | Yumi Touma          | Lia Sargent        |
| Akuma (Gouki no Japão) | Tomomishi Nishimura | Keith Burgess      |
| Rose                   | Ai Orikasa          | Ramona Lee         |
| Sakura Kasugano        | Chiaki Osawa        | Georgette Rose     |
| Shun                   | Reiko Kiuchi        | Mona Marshall      |
| Dr. Sadler             | Danki Nakamura      | Chuck Farley       |
| Gouken                 | Ken Yamaguchi       | Simon Isaacson     |
| Vega (Balrog no Japão) | Kazuyuki Ishikawa   | Richard Hayworth   |
| Zangief                | Hidenari Ugami      | Joe Romersa        |
| Birdie                 | Ryuzanurki Otomo    | John Smallberries  |
| Adon                   | Wataru Takao        | Bob Marx           |
| Dan Hibiki             | Kazuyuki Ishizawa   | Michael Devon      |
| Sodom                  | Sadao Munome        | Kim Nguyen         |
| Rolento                | TKatsumiro Harasawa | ?                  |